# 李官桥镇
李官桥镇，古称顺阳，是一个淹没于河南省淅川县香花镇西部丹江口水库下的历史古镇。历史上曾是丹江四大古镇之一。乃当时县中巨镇，南即党子口关，是通往湖北光化县要道，旧有千总驻防于此。西汉在这里设置顺阳县，汉哀帝时称博山县，封侯国。后魏移治南乡郡于顺阳，晋太康十年（289年），改南乡郡为顺阳郡。中华民国时期，李官桥的农业、工业、商业收入占整个淅川县收入的一半，城镇内木楼高耸、富豪连纵。至中华人民共和国初期，国务院曾决定在此设立丹江县，但后来由于规划建设丹江口水利枢纽工程，丹江县的建立成为泡影。

## 名字由来
李官桥的前身为顺阳镇，明朝时期，丹江上的一座简易木桥是沟通顺阳镇两岸乡亲的通道，但每当夏季发洪水的时候，小桥便被洪水冲垮或淹没，给两岸的乡亲带来极大的不便，看到乡亲们每年因此所遭受的种种不便，顺阳的文人李宗木、翰林院检讨官李蓘、刑部主事李荫，父子三人捐出自己的俸禄，在家乡的丹江河上修石桥，乡亲们为了表达对这家李氏官员的敬意，就称这座桥为李官桥。久而久之，这里的人们便使用李官桥来称呼他们生活的地方。

## 地理环境
李官桥镇位于淅川、内乡、光化县（今老河口市）、均县（今丹江口市）交界地区，镇区面积6.75平方公里，比当时的淅川县城还要繁华，李官桥镇的西北两面紧邻丹江，水陆便利。它的东南方地势平坦，古镇面临大江，背部隔江是龙山，龙山上有香严寺 ，香严寺旁边有香溪从山上流下，最终汇入丹江，古镇从北到南长20多公里，李官桥盆地由1亿年前陷落而成，由于盆地接受丹江冲积，所以土壤非常肥沃，土地面积虽然不及全县面积的八分之一，但粮食产量占淅川全县一半之多，因此有“桥半县”之说。

## 古镇风貌

### 主要建筑
李官桥的城池功能完备：有古代保留下来的周长10余里，顶宽8米的土寨墙（城墙），有五座宝塔式黑漆城门，城门上都建有一座三层碉堡；碉堡上配置有大中小近百门铁炮，其中的一种叫“将军炮”，上面有“大明洪武”字样。丹江航道的四大港之一的李官桥港（水旱码头）正对着西北两扇大门。从码头边到西大门和北大门之间铺砌着两条平整的青石板路，城内有炮坊街、韩城街等四大街三小街。还建有清真寺、火星庙、三官庙、药王庙、石鼓庙、十王殿以及山陕会馆。镇中心建有50亩大小的广场一个，是群众盛大集会的聚散地，古镇上有四大戏园子，戏楼建在山陕会馆的大院子里，能容纳观众上千人，二层高的戏楼雕梁画栋，长年锣鼓铿锵，越调、二簧和曲子戏（曲剧）盛行。

### 商业状况
镇上有粮行20多家，染坊10多家，山货行近20家，油坊7家，中西药店15家。酒坊、醋坊、油坊、面坊、豆腐坊、染坊、丝坊、蜡坊、香坊、炮坊、中药坊、饭铺、茶馆、旅店、药店、骡马庄、铁匠炉、银匠炉、鞋匠铺、故衣铺、日杂铺、挂面铺、杀锅、烧锅，线行、布行、盘行、粮行、牛羊行、竹木行、柴草行、木炭行、山货行等应有尽有。抗日战争时期，卷烟厂有7家，机制卷烟厂有3家，较为知名的有兴汉和豫华烟厂，产品销往西安，上海，武汉等地。这个镇上有大商家30多家，其中的七八家曾发行过区域性钞票。1930年以前，这里已经有了电话设施，兼营电报收发业务。

## 灾害记录
- 天灾
  - 民国24年（1935年），6月6日，山洪暴发，江水猛涨，淹没土地27万余亩，李官桥镇水深数尺。
  - 1950年秋，淫雨连绵，李官桥、埠口街暴雨成灾，洼地积水，江水倒灌。10月，冒雨种麦。
  - 1951年5月底，先雨后雹使李官桥毁麦无数。

- 人祸
  - 据淅川县文史资料记载：「1923年11月23日，老洋人率领土匪，攻陷李官桥镇，镇中居民依土寨墙与土匪抵抗。入夜后，土匪攻入镇中大肆屠杀百姓尤其令人发指的是，土匪将死尸掷填江中，企图叠成人桥而过，鲜血染红江水。」[6]

## 移民
1958年开始修建的丹江口大坝在下闸蓄水后于1967年将该镇全部淹没。从1958年到1960年，来自李官桥的居民分批搬迁至湖北省钟祥市的大柴湖（今柴湖镇）。柴湖原本是一片沼泽之地，条件恶劣，无人居住。柴湖地下水中的铁、锰及细菌总数严重超标，搬迁到这里的居民食道癌发病率极高。移民开垦的土地，经常被当地人霸占，移民与当地人之间的暴力事件时有发生，移民的人身安全受到严重威胁，在种种恶劣环境下，有大量移民回迁淅川，但他们却没有了赖以生存的土地和房屋。

## 相关文学
|                                | 六尺枯藜了此生，顺阳门外看新晴。 树连翠筱围春昼，水泛青天入古城。 梦里偶来那计日，人间多事更闻兵。 只应千载溪桥路，欠我媻姗勃窣行。 |
| ——《晚步顺阳门外》—南宋·陈与义 | |

|                        | 已免均房险，宽平喜博山。 园林皆掩映，风俗自安閒。 麻麦三春暮，人烟百里环。 吾行半天下，难得此江关。 |
| ——《顺阳》—北宋·张舜民 | |

## 参看
- 顺阳范氏
- 丹江牌香烟
- 顺阳川
- 老城镇
- 均州
- 六李集